# Кеплер-32b
Кеплер-32b (альтернативна назва KOI 952.01) — позасонячна планета, що обертається навколо своєї зірки типу М- карлика в системі Кеплер-32, сузір'ї Лебедя . Виявлений методами планетарного транзиту за допомогою космічного телескопа Кеплер у січні 2012 року, він має велику піввісь 0,0519 астрономічних одиниць і температуру 559,9 К. та 2.2 Радіусів Землі, маса 4,1 МЮ і орбітальний період 5,9012 доби  .

## Дивись також
- Список планет, відкритих космічним кораблем «Кеплер».